# Dao Paratee
Dao Paratee, mit eigentlichem Namen Paratee Ampornrat, (* 29. Dezember 1981 in Bo Rai (Thailand); † 12. März 2010 in Bangkok) war eine thailändische Schauspielerin.

## Leben
Paratee starb bei einem Verkehrsunfall in Bangkok.

## Karriere
Bekannt wurde Paratee durch die Filme „Schenke in Thailand keine Blumen“ (2006) und „Der Affe gibt Buddha Honig“ (2008), in welchen die Situation von scheinbar heiratswütigen „Farangs“ mit Thai-Frauen beleuchtet wird.